# Playa Colorada
Playa Colorada es una playa venezolana, ubicada en el parque nacional Mochima en el estado Sucre. Está a mitad de camino entre Puerto La Cruz (Estado Anzoátegui) y Cumaná (capital de Sucre). 
Debe su nombre al color de su arena, que tiene tonalidades que van del rojizo al dorado. Se caracteriza por sus aguas cristalinas, sus cocoteros y su rica fauna.
Es un área protegida por encontrarse en el interior de un parque nacional y, como uno de los puntos más concurridos del parque, proporciona diferentes servicios al visitante.